# Kanton Magny-en-Vexin
Kanton Magny-en-Vexin (fr. Canton de Magny-en-Vexin) byl francouzský kanton v departementu Val-d'Oise v regionu Île-de-France. Tvořilo ho 26 obcí. Zrušen byl po reformě kantonů 2014.

## Obce kantonu
- Aincourt
- Ambleville
- Amenucourt
- Arthies
- Banthelu
- Bray-et-Lû
- Buhy
- Charmont
- Chaussy
- Chérence
- Genainville
- Haute-Isle
- Hodent
- La Chapelle-en-Vexin
- La Roche-Guyon
- Magny-en-Vexin
- Maudétour-en-Vexin
- Montreuil-sur-Epte
- Omerville
- Saint-Clair-sur-Epte
- Saint-Cyr-en-Arthies
- Saint-Gervais
- Vétheuil
- Vienne-en-Arthies
- Villers-en-Arthies
- Wy-dit-Joli-Village